# I liga fidżyjska w piłce nożnej (2020)
Sezon 2020 był 44. edycją National Football League – najwyższej klasy rozgrywkowej na Fidżi. Sezon rozpoczął się 1 lutego, a zakończył 8 listopada 2020. Ze względów sponsorskich rozgrywki prowadzone były pod nazwą Vodafone Premier League. Tytułu broniła drużyna Ba FC. Mistrzostwo zdobyła drużyna Suva FC.

## Drużyny
| Uczestnicy poprzedniej edycji                                                                                 | Uczestnicy poprzedniej edycji | Uczestnicy poprzedniej edycji | Uczestnicy poprzedniej edycji |
| --- | ----------------------------- | ----------------------------- | ----------------------------- |
| BA | Ba FC                         | 1                             |                               |
| LAU | Lautoka FC                    | 2                             |                               |
| SUV | Suva FC                       | 3                             |                               |
| LAB | Labasa FC                     | 4                             |                               |
| NAD | Nadi FC                       | 5                             |                               |
| NAS | Nasinu FC                     | 6                             |                               |
| REW | Rewa FC                       | 7                             |                               |
| Awans z Senior League (2019)                                                                                  |                               |                               |                               |
| NAV | Navua FC                      | 1                             |                               |
| Oznaczenia: - kolumna pierwsza – skróty nazw drużyn, - kolumna trzecia – miejsce zajęte w poprzednim sezonie. |                               |                               |                               |

## Tabela
| Lp. | Drużyna       | M  | Z | R | P  | B+ | B– | +/– | Pkt | Kwalifikacja lub spadek          |
| --- | ------------- | -- | - | - | -- | -- | -- | --- | --- | -------------------------------- |
| 1   | Suva FC (M)   | 14 | 7 | 6 | 1  | 24 | 12 | +12 | 27  | Liga Mistrzów OFC • Faza grupowa |
| 2   | Rewa FC       | 14 | 8 | 3 | 3  | 21 | 15 | +6  | 27  | Liga Mistrzów OFC • Faza grupowa |
| 3   | Ba FC         | 14 | 7 | 2 | 5  | 22 | 19 | +3  | 23  |                                  |
| 4   | Nadi FC       | 14 | 7 | 1 | 6  | 25 | 17 | +8  | 22  |                                  |
| 5   | Labasa FC     | 14 | 7 | 1 | 6  | 17 | 15 | +2  | 22  |                                  |
| 6   | Lautoka FC    | 14 | 4 | 4 | 6  | 25 | 18 | +7  | 16  |                                  |
| 7   | Navua FC      | 14 | 4 | 1 | 9  | 23 | 33 | −10 | 13  |                                  |
| 8   | Nasinu FC (S) | 14 | 2 | 2 | 10 | 14 | 42 | −28 | 8   | Spadek do Senior League          |

## Wyniki
| Gospodarz \ Gość | BA  | LAB | LAU | NAD | NAV | NAS | REW | SUV |
| ---------------- | --- | --- | --- | --- | --- | --- | --- | --- |
| Ba FC            | —   | 2–1 | 0–0 | 0–1 | 0–4 | 0–2 | 1–1 | 3–1 |
| Labasa FC        | 2–1 | —   | 2–0 | 1–0 | 0–2 | 2–0 | 1–3 | 1–2 |
| Lautoka FC       | 1–2 | 0–0 | —   | 6–0 | 2–2 | 6–0 | 3–5 | 0–1 |
| Nadi FC          | 5–1 | 0–1 | 3–2 | —   | 2–3 | 5–0 | 0–1 | 0–1 |
| Navua FC         | 0–3 | 2–1 | 1–2 | 1–2 | —   | 7–1 | 2–0 | 2–2 |
| Nasinu FC        | 0–2 | 1–0 | 1–1 | 1–3 | 2–4 | —   | 3–4 | 3–3 |
| Rewa FC          | 0–1 | 1–2 | 1–0 | 2–1 | 3–3 | 1–0 | —   | 0–0 |
| Suva FC          | 2–1 | 3–1 | 1–1 | 0–0 | 0–2 | 5–0 | 0–0 | —   |

## Najlepsi strzelcy
| Bramki | Strzelcy             | Drużyna    |
| ------ | -------------------- | ---------- |
| 9      | Sairusi Nalaubu      | Suva FC    |
| 8      | Rusiate Matarerega   | Nadi FC    |
| 7      | Christopher Wasasala | Suva FC    |
| 6      | Avinesh Suwamy       | Nadi FC    |
| 5      | Samuela Gavo         | Lautoka FC |
| 5      | Dave Radrigai        | Lautoka FC |
| 4      | Shazil Ali           | Lautoka FC |
| 4      | Samuela Drudru       | Ba FC      |
| 4      | Siotame Kubu         | Labasa FC  |
| 4      | Sakaraia Naisua      | Nadi FC    |
| 4      | Apisai Smith         | Navua FC   |
| 4      | Tevita Waranaivalu   | Rewa FC    |

Źródło: